# Lunatic Soul
Lunatic Soul es un proyecto de rock progresivo nacido en 2008 a manos del vocalista y bajista de Riverside Mariusz Duda. Su objetivo inicial era explorar géneros fuera del rock; fue descrito por Duda en 2014 como progresivo, ambiental, oriental y electrónico. Lunatic Soul ha lanzado siete álbumes hasta la fecha. El álbum más reciente, Through Shaded Woods, se lanzó el 13 de noviembre de 2020 y Duda lo describió como el «más folk» de sus lanzamientos.

## Discografía
| Título                                                                       | Detalles del álbum | Posiciones pico en el gráfico |
| Título                                                                       | Detalles del álbum | POL                           |
| ---------------------------------------------------------------------------- | --- | ----------------------------- |
| Lunatic Soul                                                                 | - Lanzamiento: 13 de octubre de 2008 - Disquera: Mystic Production, Snapper Music - Formatos: CD, descarga digital            | 23                            |
| Lunatic Soul II                                                              | - Lanzamiento: 9 de noviembre de 2010 - Disquera: Mystic Production, Kscope Music - Formatos: CD, LP, descarga digital        | 13                            |
| Impressions                                                                  | - Lanzamiento: 8 de noviembre de 2011 - Disquera: Kscope Music - Formatos: CD, LP, descarga digital                           | —                             |
| Walking on a Flashlight Beam                                                 | - Lanzamiento: 13 de octubre de 2014 - Disquera: Mystic Production, Kscope Music - Formatos: CD, CD+DVD, LP, descarga digital | 11                            |
| Fractured                                                                    | - Lanzamiento: 6 de octubre de 2017 - Disquera: Mystic Production, Kscope Music - Formatos: CD, MC, LP, descarga digital      | 4                             |
| Under the Fragmented Sky                                                     | - Lanzamiento: 25 de mayo de 2018 - Disquera: Mystic Production, Kscope Music - Formatos: CD, LP, descarga digital            | 10                            |
| Through Shaded Woods                                                         | - Lanzamiento: 13 de noviembre de 2020 - Disquera: Kscope Music - Formatos: CD, LP, descarga digital                          | 5                             |
| «—» denota una grabación que no se registró o no se lanzó en ese territorio. | |                               |